# Eupithecia residuata
Eupithecia residuata är en fjärilsart som beskrevs av Jacob Hübner 1814/17. Eupithecia residuata ingår i släktet Eupithecia och familjen mätare. Inga underarter finns listade i Catalogue of Life.